# Colle San Magno
Colle San Magno ist eine Gemeinde in der Provinz Frosinone in der italienischen Region Latium mit 615 Einwohnern (Stand 31. Dezember 2023). Sie liegt 124 km südöstlich von Rom und 43 km südöstlich von Frosinone.

## Geographie
Colle San Magno liegt in einem Hochtal am Westabhang des Monte Cairo in der Landschaft Ciociaria.
Zu ihm gehören die Ortsteile Cantalupo, Varciosa, Forma, Tigione und Scanole.
Colle San Magno ist Mitglied der Comunità Montana Valle del Liri.
Die Nachbarorte sind: Casalattico, Castrocielo, Piedimonte San Germano, Roccasecca, Santopadre und Terelle.

### Verkehr
Colle San Magno liegt 15 km von der Autobahn A1/E 45, Ausfahrt Pontecorvo entfernt.
Der nächste Bahnhof ist Roccasecca an der Bahnstrecke Rom – Neapel in 10 km Entfernung.

## Geschichte
Als 590 n. Chr. Aquinum von den Langobarden zerstört wurde, gründeten die überlebenden Bewohner auf dem nahen Monte Asprano das Castrum Coeli (Himmelsfestung). Da dieser Ort jedoch unter Wassermangel litt, siedelten die Einwohner im 11. Jahrhundert in tiefere Lagen um. Die heutigen Gemeinden Colle San Magno, Castrocielo und Roccasecca wurden gegründet. In nördlicher Richtung wurde zuerst der heutige Ortsteil Cantalupo besiedelt. Erst später entstand Colle San Magno.

## Bevölkerungsentwicklung
| Jahr      | 1861 | 1881 | 1901 | 1921 | 1936 | 1951 | 1971 | 1991 | 2001 | 2017 |
| --------- | ---- | ---- | ---- | ---- | ---- | ---- | ---- | ---- | ---- | ---- |
| Einwohner | 1660 | 1815 | 1984 | 2070 | 2214 | 2129 | 1206 | 895  | 819  | 680  |

Quelle: ISTAT

## Politik
Stefania Galella ist seit dem 23. Februar 2021 die neue Bürgermeisterin.